# Jan Voss
Jan Voss (født 9. oktober 1936 i Hamborg, Tyskland) er en tysk maler og grafiker, som bor i Paris, Frankrig.

## Liv og kunstnerisk produktion
Jan Voss studerede ved Akademie der Bildenden Künste München i perioden 1956 til 1960. Han har siden 1960 boet i Paris. Fra 1966 til 1967 var han gæstedocent ved Hochschule für bildende Künste i Hamborg. Fra 1987 til 1992 var han professor ved École nationale supérieure des beaux-arts de Paris i Paris. Sin første soloudstilling havde han i 1962 i Galerie Beyer i Mainz.
Grundtemaet i Voss’ maleri er ordenen i et kaos i fortsat. Jan Voss anvender talrige materialer og tekniker i sine arbejder. Han arbejder med farveintensive malerier på lærred og med finere tegninger, der minder om tegneserieagtige humoristiske fortællinger og er rige på detaljer. I 1968 deltog han i den 4. documenta udstilling i Kassel.
Voss laver også træ- og papirrelieffer og akvareller. Alle hans arbejder tegner sig gennem en ophobning af forskellige farve- og formelementer, som griber ind i hinanden og overlapper hinanden og som er indbyrdes forbundne med tegn og linjer. I begyndelsen holdt Voss’ sine værker inden for to dimensioner, men senere, i 1980’erne, begyndte han at arbejde i tre dimensioner ved at smadre, folde og save i sine billeder.